# Die So Fluid
Die So Fluid es una banda inglesa de hard rock formada en Londres, Inglaterra en el año 2001. El grupo se encuentra conformado por tres miembros, Grog (vocales, bajo), Drew Richards (guitarra), y Al Fletcher (batería, voz secundaria). 
El grupo ha lanzado tres álbumes de estudio, Spawn of Dysfunction, Not Everybody Gets a Happy Ending y The World Is Too Big For One Lifetime, lanzado en el Reino Unido en junio de 2010.

## Historia

### Formación
Die So Fluid se formó después de la disolución de los grupos Feline y Ultraviolet. Luego de la separación de Feline en 1999 y de la ruptura con el sello EMI, el grupo pasó a llamarse Ultraviolet, añadiendo a Al Fletcher como baterista de tiempo completo. Ultraviolet lanzó un sencillo y un EP con el sello discográfico Sanctuary Records Group y se disolvió poco después.
En una entrevista, el guitarrista Drew Richards dijo: 

"Cuando hicimos Ultraviolet era básicamente Feline con un nombre diferente, ya que nos dejó la compañía discográfica y queríamos hacer otro contrato. Entonces nos dimos cuenta de la discográfica, que la cínica discográfica no iba a pagar y pensábamos que,... tenemos derecho que queremos hacer la música que queramos hacer ahora y eso significaba echar a otro guitarrista que no era ese tipo de música y tomar una decisión deliberada de no besar a nadie más en el negocio y empezar a hacer todo por nosotros mismos"

### Operation Hypocrite EP,Spawn Of Dysfunction(2000-2005)
Die So Fluid hizo su aparición en los escenarios en 2001, recorriendo el Reino Unido después del lanzamiento de su debut Operation Hypocrite EP, lanzado por el sello discográfico Sanctuary Records. Die So Fluid lanzó un sencillo con dicho sello antes de formar el suyo propio, Cartesian Records. Una vez que se formó Cartesian Records, Die So Fluid lanzó el sencillo "Disconnected" antes de lanzar su álbum debut, Spawn of Dysfuntion al año siguiente. 
La grabación del álbum fue financiada por el trabajo de la sesión de Grog como bajista en vivo para Melanie Chisholm y Kelly Osbourne. Mientras Grog fue de gira, Al Fletcher realizó la batería en varias sesiones de grabación, incluyendo al álbum Jamaican ET de Lee "Scratch" Perry, que ganó el Premio Grammy 2003 por "Mejor Álbum de Reggae". Drew Richards pasó esta vez escribir y producir la banda sonora original de la película documental The Mindscape de Alan Moore. Spawn Of Dysfunction fue universalmente bien recibido y se sigue vendiendo a través de las principales cadenas del Reino Unido y de iTunes en todo el mundo. 
Después del lanzamiento del álbum, la banda fue a varias giras como apoyo a bandas como Drowning Pool, Vex Red, Clawfinger, Boy Hits Car, Feeder, Girlschool, AntiProduct y The Wildhearts, haciendo más de 300 shows solo entre 2003 y 2006.

### Not Everybody Gets A Happy Ending(2005-2009)
Las sesiones de grabación de su segundo álbum, Not Everybody Gets A Happy Ending, se iniciaron en 2005, pero no se terminaron hasta 2007 debido a las restricciones financieras. El título fue tomado de una noción de que el disco no se podía completar. En la inversión de 13 horas de un particular hizo que terminar el álbum fuese posible. La banda decidió lanzar el álbum con el sello discográfico Parole Records, con sede en Finlandia, manteniendo el lanzamiento independiente. Dos sencillos digitales fueron lanzados entre 2007 y 2008 en apoyo del álbum, los cuales fueron "Happy Hallowe'en" y "Existencial Baby", respectivamente. 
Cuando el álbum fue lanzado en febrero de 2008, inmediatamente entró en las listas de musicales. Conocido por sus giras, Die So Fluid ingresó en otra gira masiva, apareciendo en casi 20 países diferentes en 2009. Además de encabezar algunos festivales, Die So Fluid estuvo de gira con bandas como Eisbrecher, Mindless Self Indulgence, My Ruin, Ill Niño, Maj Karma, y Prong.

### The World Is Too Big For One Lifetime(2010-2011)
The World Is Too Big For One Lifetime fue lanzado en junio de 2010 bajo el sello Global DR2 Music. Como en los lanzamientos previos, recibió muy buenas críticas de la prensa alternativa. El álbum ha mantenido una presencia constante en las listas de ventas especializadas, como las listas de metal alternativo de Amazon, y en una gran cantidad de países, principalmente gracias a giras constantes, el boca a boca y el apoyo de la prensa y webzines alternativa. También han atraído a diversos públicos de música durante su presentación en el Hard Rock Hell en el apoyo a Mindless Self Indulgence. Dos sencillos fueron extraídos del álbum, "Mercury" y "What a Heart is For". Los sencillos estuvieron disponibles para descarga digital únicamente y acompañado de videos musicales grabados por el director David Kenny.

### The Opposites Of Light(2013 - presente)
The Opposites Of Light es el cuarto álbum de estudio lanzado por la banda el 5 de mayo de 2014. La escritura y preproducción se completó a principios de 2012 y la grabación se inició formalmente en diciembre de ese mismo año. La batería, bajo y cuerdas se grabaron en Unit 2, en Londres, las guitarras fueron grabadas en el estudio de Drew en el norte de Londres y las voces fueron grabadas por Grog en Los Ángeles. Del total de canciones, 12 de ellas fueron remezcladas por Mark Williams y 6 por Drew Richards.
Inicialmente, estaba previsto para ser un álbum doble, con lo cual se grabaron 18 canciones pero se redujeron a 16 para el corte final. Aun así descrito como un álbum de dos mitades, y las canciones de 1 a 8 se agrupan bajo el nombre de "Shakura" y de 9 a 16 bajo el nombre de "Pah". Estas son las deidades solares y lunares de las matriarcales de los nativos americanos. "Shakura" abarca el hard rock tradicionalmente asociado a Die So Fluid, mientras que "Pah" ahonda en canciones más lentas. Este es el primer álbum totalmente producido por la banda. El 6 de noviembre de 2013, se lanzó un video musical de la primera canción de este álbum, titulado "Black Blizzard" en YouTube. En abril de ese mismo año, fue lanzado el álbum del segundo sencillo, titulado "Comets".

## Miembros
- Georgina 'Grog' Lisee – vocales, bajo (2000–presente)
- Drew Richards – guitarra (2000–presente)
- Al Fletcher – batería, voz secundaria (2000–presente)

### Cronología
|                        |                      |                                   |                                       |
| Operation Hypocrite EP | Spawn of Dysfunction | Not Everybody Gets a Happy Ending | The World Is Too Big for One Lifetime |
| 2001/2003              | 2004/2007            | 2008/2009                         | 2010/2013                             |
| Grog                   |                      |                                   |                                       |
| Drew Richards          |                      |                                   |                                       |
| Al Fletcher            |                      |                                   |                                       |

|  | Álbum editado |  | Voz principal |

|  | Batería |  | Guitarra |

## Discografía

### EP
| Año  | Álbum                                                                              |
| ---- | ---------------------------------------------------------------------------------- |
| 2001 | Operation Hypocrite EP - Lanzamiento: 2001 - Sello discográfico: Sanctuary Records |

### Álbumes de estudio
| Año  | Álbum |
| ---- | --- |
| 2004 | Spawn of Dysfunction - Lanzamiento: 9 de agosto de 2004 - Sello discográfico: Cartesian Records Ltd              |
| 2008 | Not Everybody Gets a Happy Ending - Lanzamiento: 25 de febrero de 2008 - Sello discográfico: Parole Records      |
| 2010 | The World Is Too Big for One Lifetime - Lanzamiento: 7 de junio de 2010 - Sello discográfico: DR2 / Global Music |
| 2014 | The Opposites Of Light - Lanzamiento: 5 de mayo de 2014 - Sello discográfico: Demolition Records                 |

### Sencillos
| Año  | Título                 | Álbum                                 |
| ---- | ---------------------- | ------------------------------------- |
| 2001 | "Suck Me Dry"          | Operation Hypocrite EP                |
| 2002 | "Disconnected"         | Operation Hypocrite EP                |
| 2005 | "Spawn of Dysfunction" | Spawn of Dysfunction                  |
| 2007 | "Happy Hallowe’en"     | Spawn of Dysfunction                  |
| 2008 | "Existencial Baby"     | Not Everybody Gets A Happy Ending     |
| 2010 | "Mercury"              | The World Is Too Big for One Lifetime |
| 2011 | "What a Heart is For"  | The World Is Too Big for One Lifetime |